# Denis Thomalla
Denis Thomalla (Pforzheim, 16 augustus 1992) is een Duits voetballer. Hij speelt als aanvaller voor de Duitse club 1. FC Heidenheim 1846.

## Cluboverzicht
Bijgewerkt t/m 7 juli 2015
| Seizoen  | Club                   | Competitie              | Weds | Goals |
| -------- | ---------------------- | ----------------------- | ---- | ----- |
| 2010-'11 | TSG 1899 Hoffenheim II | Regionalliga Süd        | 10   | 3     |
| 2010-'11 | TSG 1899 Hoffenheim    | Bundesliga              | 4    | 0     |
| 2011-'12 | TSG 1899 Hoffenheim II | Regionalliga Süd        | 25   | 8     |
| 2012-'13 | TSG 1899 Hoffenheim II | Regionalliga Süd        | 34   | 10    |
| 2013-'14 | RB Leipzig             | 2. Bundesliga           | 18   | 2     |
| 2014-'15 | RB Leipzig             | 2. Bundesliga           | 3    | 1     |
| 2014-'15 | SV Ried                | Bundesliga (Oostenrijk) | 29   | 10    |
| 2015-'16 | Lech Poznań            | Ekstraklasa             | 13   | 0     |
| 2016-'?  | 1. FC Heidenheim 1846  | 2. Bundesliga           | 0    | 0     |
|          |                        | Totaal                  | 136  | 34    |

## Erelijst
Lech Poznań
- Poolse supercup

2015
1 Müller ·
2 Busch ·
3 Schöppner ·
4 Siersleben ·
5 Gimber ·
6 Mainka ·
8 Scienza ·
9 Schimmer ·
10 Wanner ·
11 Thomalla ·
14 Breunig ·
16 Niehues ·
17 Honsak ·
18 Pieringer ·
19 Föhrenbach ·
20 Kerber ·
21 Beck ·
22 Eicher ·
23 Traoré ·
25 Negele ·
27 Keller ·
29 Kaufmann ·
30 Theuerkauf ·
31 Conteh ·
33 Maloney ·
34 Tschernuth ·
36 Janes ·
39 Dorsch ·
40 Feller ·

Coach: Schmidt